# قودولا
قودولا (به لاتین: Qudula) یک منطقه مسکونی در جمهوری آذربایجان است که در شهرستان شکی واقع شده است. قودولا ۸۷۰ نفر جمعیت دارد.

## دین
در مسجد جامع این روستا یک هیئت مذهبی وجود دارد.